# Orthurethra
Orthurethra je klada kopnenih puževa koji dišu vazduh, kopnenih plućnih puževa mekušaca u kladi Stylommatophora.
U taksonomiji Gastropoda po Buše & Rokva, 2005, Orthurethra se tretira kao neformalna grupa i podklada Stylommatophora.
U revidiranoj taksonomiji iz 2017. ovaj takson više nije podržan i zamenjen je infraredom Pupilloidei.

## Nadfamilije i familije
Nadfamilije i familije unutar klade Orthurethra:
(Porodice koje su isključivo fosilne označene su bodežom †)
- Nadfamilija Pupilloidea
- Achatinellidae Gulick, 1873
- Agardhiellidae Harl & Páll-Gergely, 2017
- Amastridae Pilsbry, 1910
- Argnidae Hudec, 1965
- Azecidae H. Watson, 1920
- Cerastidae Wenz, 1923
- Chondrinidae Steenberg, 1925
- Cochlicopidae Pilsbry, 1900 (1879)
- † Cylindrellinidae
- Draparnaudiidae Solem, 1962
- Enidae B. B. Woodward, 1903 (1880)
- Fauxulidae Harl & Páll-Gergely, 2017
- Gastrocoptidae Pilsbry, 1918
- Lauriidae Steenberg, 1925
- Odontocycladidae Hausdorf, 1996
- Orculidae Pilsbry, 1918
- Pagodulinidae Pilsbry, 1924
- Partulidae Pilsbry, 1900
- Pleurodiscidae Wenz, 1923
- Pupillidae W. Turton, 1831
- Pyramidulidae Kennard & B. B. Woodward, 1914
- Spelaeoconchidae A. J. Wagner, 1928
- Spelaeodiscidae Steenberg, 1925
- Strobilopsidae Wenz, 1915
- Truncatellinidae Steenberg, 1925
- Valloniidae Morse, 1864
- Vertiginidae Fitzinger, 1833